# Miklós Holop
Miklós Holop (Budapest, 2 de febrero de 1925-Budapest, 12 de noviembre de 2017) fue un jugador húngaro de waterpolo, que compitió en la década de los 40. En 1948, participó en los Juegos Olímpicos de Londres, donde ganó la medalla de plata con la selección húngara.